# Edgar Allan Poe - The Last Four Days
Edgar Allan Poe - The Last Four Days è un programma televisivo italiano, incentrato sulla vita dello scrittore statunitense Edgar Allan Poe.